# Slovinky
Slovinky este o comună slovacă, aflată în districtul Spišská Nová Ves din regiunea Košice. Localitatea se află la altitudinea de 442 m deasupra n.m., se întinde pe o suprafață de 46,44 km2 și în 2017 număra 1.864 de locuitori.

## Istoric
Localitatea Slovinky este atestată documentar din 1368.

## Demografie
| An:                | 1994 | 2004   | 2014   | 2024   |
| ------------------ | ---- | ------ | ------ | ------ |
| Număr de persoane: | 1778 | 1873   | 1893   | 1800   |
| Diferență:         |      | +5,34% | +1,06% | −4,91% |

| An:                | 2023 | 2024   |
| ------------------ | ---- | ------ |
| Număr de persoane: | 1808 | 1800   |
| Diferență:         |      | −0,44% |